# Liste der Mitglieder des Sächsischen Landtags 1869/70
Diese Liste gibt einen Überblick über die Mitglieder des 13. ordentlichen Sächsischen Landtags, der vom 30. September 1869 bis zum 22. Februar 1870 tagte.

## Zusammensetzung der I. Kammer

### Präsidium
- Präsident: Friedrich Freiherr von Friesen
- Vizepräsident: Friedrich Wilhelm Pfotenhauer
- 1. Sekretär: Christoph Holm von Egidy
- 2. Sekretär: Eduard Wimmer

### Vertreter des Königshauses und der Standesherrschaften
| Besitz oder Institution                                      | Abgeordneter                                                                            | Bemerkungen                           |
| ------------------------------------------------------------ | --------------------------------------------------------------------------------------- | ------------------------------------- |
| Sächsisches Königshaus                                       | Prinz Georg Prinz Albert                                                                |                                       |
| Besitzer der Standesherrschaft Königsbrück                   | August Graf Wilding von Königsbrück                                                     |                                       |
| Besitzer der Standesherrschaft Reibersdorf                   | Kurt Heinrich Ernst Graf von Einsiedel                                                  |                                       |
| Besitzer der Herrschaft Wildenfels                           | Friedrich Magnus Graf zu Solms-Wildenfels durch seinen Bevollmächtigten Hugo von Schütz |                                       |
| Vertreter der vier Schönburgischen Lehnsherrschaften         | Fürst Otto Friedrich von Schönburg-Waldenburg                                           | Mandat am 25. Oktober 1869 angetreten |
| Bevollmächtigter der fünf Schönburgischen Rezessherrschaften | Arthur von Bose                                                                         |                                       |
| Vertreter der Universität Leipzig                            | Karl Friedrich Rudolf Heinze                                                            |                                       |

### Vertreter der Geistlichkeit
| Amt                                  | Abgeordneter                                                             | Bemerkungen |
| ------------------------------------ | ------------------------------------------------------------------------ | ----------- |
| Evangelischer Oberhofprediger        | Theodor Albert Liebner                                                   |             |
| Dekan des Domstifts zu Bautzen       | Ludwig Anton Forwerk, ab 6. Dezember 1869 vertreten durch Josef Hoffmann |             |
| Superintendent zu Leipzig            | Gotthard Victor Lechler                                                  |             |
| Vertreter des Kollegiatstifts Wurzen | Hennig Albert von Stammer                                                |             |
| Vertreter des Hochstifts Meißen      | Gustav von Watzdorf                                                      |             |

### Auf Lebenszeit gewählte Abgeordnete der Rittergutsbesitzer
| Wahlbezirk            | Abgeordneter                                    | Bemerkungen |
| --------------------- | ----------------------------------------------- | ----------- |
| Meißner Kreis         | Christoph Holm von Egidy                        |             |
| Meißner Kreis         | Bernhard Freiherr von Rochow                    |             |
| Meißner Kreis         | Carl August Rittner                             |             |
| Erzgebirgischer Kreis | Karl von Einsiedel                              |             |
| Erzgebirgischer Kreis | William Krafft                                  |             |
| Oberlausitz           | Franz Guido Hempel                              |             |
| Oberlausitz           | Johannes Petrus Cajus Graf zu Stolberg-Stolberg |             |
| Oberlausitz           | Hans Karl Florian von Nostitz-Drzwiecki         |             |
| Leipziger Kreis       | Otto von Böhlau                                 |             |
| Leipziger Kreis       | Anton von Carlowitz                             |             |
| Vogtländischer Kreis  | Karl von Metzsch                                |             |
| Vogtländischer Kreis  | Heinrich Ludolph Kasten                         |             |

### Rittergutsbesitzer durch Königliche Ernennung
- Heinrich Otto von Erdmannsdorf
- Friedrich Freiherr von Friesen
- Gustav von König
- Curt Ernst von Posern
- Rudolf Friedrich Theodor von Watzdorf
- Ludwig Eduard Victor von Zehmen
- Bernhard Edler von der Planitz
- Georg von Miltitz
- Karl Adolf Graf von Hohenthal
- Friedrich Emil Robert Meinhold

### Magistratspersonen
| Wahlbezirk | Abgeordneter                                     | Bemerkungen |
| ---------- | ------------------------------------------------ | ----------- |
| Dresden    | Friedrich Wilhelm Pfotenhauer, Oberbürgermeister |             |
| Leipzig    | Carl Wilhelm Otto Koch, Bürgermeister            |             |
| Schneeberg | Eduard Wimmer, Bürgermeister                     |             |
| Freiberg   | August Friedrich Clauß, Bürgermeister            |             |
| Grimma     | Ernst Ludwig Hennig, Bürgermeister               |             |
| Meißen     | Karl Richard Hirschberg, Bürgermeister           |             |
| Bautzen    | Conrad Eduard Löhr, Bürgermeister                |             |
| Chemnitz   | Johannes Friedrich Müller, Bürgermeister         |             |

### Vom König nach freier Wahl ernannte Mitglieder
- Karl August Maximilian von Engel
- Wilhelm Eduard Albrecht
- Ernst Rülke
- Edmund Becker
- Konrad Sickel

## Zusammensetzung der II. Kammer

### Präsidium
- Präsident: Daniel Ferdinand Ludwig Haberkorn
- Vizepräsident: Lothar Ottokar Wilhelm Streit
- 1. Sekretär: Wilhelm Gustav Dietel
- 2. Sekretär: Walter Julius Gensel

### Städtische Wahlbezirke
| Wahlbezirk | Abgeordneter                      | Partei / politische Ausrichtung | Bemerkungen                                                              |
| ---------- | --------------------------------- | ------------------------------- | ------------------------------------------------------------------------ |
| Dresden 1  | Georg Ludwig August Walter        | DFP                             |                                                                          |
| Dresden 2  | Karl Gustav Ackermann             | Konservativ                     |                                                                          |
| Dresden 3  | Julius Ambrosius Hülße            | Konservativ                     |                                                                          |
| Dresden 4  | Bernhard Strödel                  | Konservativ                     |                                                                          |
| Dresden 5  | Ernst Albert Jordan               | NLP                             |                                                                          |
| Leipzig 1  | Friedrich Eduard Näser            | NLP                             |                                                                          |
| Leipzig 2  | Hermann Karl Friedrich Schnorr    | NLP                             |                                                                          |
| Leipzig 3  | Johann Karl Gottlob Panitz        | NLP                             |                                                                          |
| Chemnitz 1 | Konrad Rudolf Pornitz             | NLP                             |                                                                          |
| Chemnitz 2 | Karl Friedrich Biedermann         | NLP                             |                                                                          |
| Zwickau    | Lothar Ottokar Wilhelm Streit     | DFP                             |                                                                          |
| 1          | Daniel Ferdinand Ludwig Haberkorn | Konservativ                     |                                                                          |
| 2          | Richard Petri                     | DFP                             |                                                                          |
| 3          | Oskar Kretschmar                  | Konservativ                     |                                                                          |
| 4          | Hermann Schreck                   | DFP                             |                                                                          |
| 5          | Ferdinand Adolph Lange            | Liberal                         |                                                                          |
| 6          | Friedrich Raimund Sachße          | Konservativ                     |                                                                          |
| 7          | Wilhelm Gustav Dietel             | Liberal                         |                                                                          |
| 8          | Eduard Schreiber                  | Konservativ                     |                                                                          |
| 9          | Walter Julius Gensel              | NLP                             |                                                                          |
| 10         | Ludwig Bernhard Krüger            | NLP                             |                                                                          |
| 11         | Emil Bruno Mosch                  | Konservativ                     |                                                                          |
| 12         | Karl Heinrich                     | Konservativ                     |                                                                          |
| 13         | Heinrich August Hahn              | Konservativ                     |                                                                          |
| 14         | August Gottwerth Penzig           | NLP                             |                                                                          |
| 15         | Karl Friedrich Ferdinand Uhle     | Liberal                         |                                                                          |
| 16         | Adolph Hermann Temper             | NLP                             |                                                                          |
| 17         | Heinrich Eduard Minckwitz         | DFP                             |                                                                          |
| 18         | Karl Wilhelm Stauß                | NLP                             |                                                                          |
| 19         | Christian Friedrich Schubert      | Konservativ                     |                                                                          |
| 20         | Carl Eduard Mannsfeld             | Konservativ                     |                                                                          |
| 21         | Friedrich Robert Ploß             | Liberal                         | legte am 16. Dezember 1869 sein Mandat aus geschäftlichen Gründen nieder |
| 22         | Robert Körner                     | NLP                             |                                                                          |
| 23         | Robert Klemm                      | NLP                             |                                                                          |
| 24         | Friedrich Eduard Eule             | Liberal                         |                                                                          |

### Ländliche Wahlbezirke
| Wahlbezirk | Abgeordneter                         | Partei / politische Ausrichtung | Bemerkungen |
| ---------- | ------------------------------------ | ------------------------------- | ----------- |
| 1          | Christian Gottlieb Riedel            | DFP                             |             |
| 2          | Wilhelm Theodor Israel               | Liberal                         |             |
| 3          | Julius Pfeiffer                      | NLP                             |             |
| 4          | Gustav Hauffe                        | Konservativ                     |             |
| 5          | Heinrich Benno Möschler              | Liberal                         |             |
| 6          | Karl Hermann Fahnauer                | DFP                             |             |
| 7          | Karl Bernhard Päßler                 | Konservativ                     |             |
| 8          | Friedrich Wilhelm Beeg               | Konservativ                     |             |
| 9          | Johann Gottfried Mai                 | Konservativ                     |             |
| 10         | Karl Gottlob Barth                   | Konservativ                     |             |
| 11         | Friedrich Wilhelm May                | DFP                             |             |
| 12         | Anton Gabriel Belleville             | DFP                             |             |
| 13         | Adolph Moritz Jungnickel             | Liberal                         |             |
| 14         | Julius Braun                         | Konservativ                     |             |
| 15         | Otto Leonhard Heubner                | DFP                             |             |
| 16         | Hermann Rentzsch                     | NLP                             |             |
| 17         | Friedrich Wilhelm Oehmichen          | Konservativ ab 1870 DFP         |             |
| 18         | Karl Ernst Klopfer                   | Konservativ                     |             |
| 19         | Gustav Robert Schulze                | Liberal                         |             |
| 20         | Erdmann Theodor Günther              | Konservativ                     |             |
| 21         | Traugott Otto Starke                 | Konservativ                     |             |
| 22         | Johann Nepomuk Köckert               | Konservativ                     |             |
| 23         | Karl Heine                           | DFP                             |             |
| 24         | Franz Jacob Wigard                   | DFP                             |             |
| 25         | Heinrich Louis Schmidt               | Konservativ                     |             |
| 26         | Magnus Guido Uhlemann                | Konservativ                     |             |
| 27         | Christian Moritz Schubert            | Liberal                         |             |
| 28         | Karl Ernst Seydel                    | Konservativ                     |             |
| 29         | Julius Knechtel                      | Konservativ                     |             |
| 30         | Richard Ludwig                       | DFP                             |             |
| 31         | Ernst Esche                          | Liberal                         |             |
| 32         | Leonçe Robert Freiherr von Könneritz | Konservativ                     |             |
| 33         | Moritz Ludwig Heinze                 | Konservativ                     |             |
| 34         | Kurt von Einsiedel                   | Konservativ                     |             |
| 35         | Karl Mehnert                         | Konservativ                     |             |
| 36         | Gustav Richter                       | Konservativ                     |             |
| 37         | Friedrich Ferdinand Heinrich         | Konservativ                     |             |
| 38         | Karl Gotthold Krause                 | NLP                             |             |
| 39         | Leopold Gräßer                       | Konservativ                     |             |
| 40         | Friedrich August Barth               | Konservativ                     |             |
| 41         | Franz Adler                          | Konservativ                     |             |
| 42         | Friedrich August Nestler             | Konservativ                     |             |
| 43         | Karl Leistner                        | NLP                             |             |
| 44         | Emil Kreller                         | Konservativ                     |             |
| 45         | Johann Ehrhardt Sünderhauf           | Konservativ                     |             |